# Brunella Gasperini
Pour les articles homonymes, voir Gasperini.
Brunella Gasperini, nom de plume de Bianca Robecchi (née le 22 décembre 1918 à Milan et morte le 7 janvier 1979  dans la même ville) est une journaliste et écrivain italienne.

## Biographie
Brunella Gasperini passe la plus grande partie de sa vie entre Milan, sa ville natale, et San Mamete, un hameau du village de Valsolda situé sur les rives du lac de Lugano.
Après une courte expérience d’enseignante dans l’immédiat après-guerre, elle commence à écrire pour le Corriere della Sera et plusieurs publications Rizzoli au début des années 1950 et se distingue aussitôt par sa vision moderne et progressiste des thèmes qui allaient prendre une place prépondérante dans la société italienne au cours des années suivantes. La rubrique "Ditelo a Brunella" parut dans le magazine Annabella pendant 25 ans et permit d’entamer un dialogue ouvert et franc avec ses lecteurs sur des thèmes tels que le divorce, l’avortement, la famille et la politique. Elle aborda également ces sujets dans sa rubrique "Lettere a Candida" publiée pendant de nombreuses années dans le magazine Novella.
En 1956 sort son premier roman, L’estate dei bisbigli (publié auparavant en feuilletons dans Annabella) . Il sera suivi de Io e loro: cronache di un marito en 1959 et de A scuola si muore et Grazie lo stesso en 1975, tous publiés chez Rizzoli. Elle publie également un manuel ironique intitulé Il galateo di Brunella Gasperini (Sonzogno, 1975) et son autobiographie, Una donna e altri animali (Rizzoli, 1978).
Certains de ses éditoriaux et des lettres publiées sur Annabella paraissent dans deux ouvrages posthumes, Così la penso io (Rizzoli, 1979) et Più botte che risposte (Rizzoli, 1981).
Ses livres sont traduits dans plusieurs langues, dont l’allemand, le français, l’espagnol et le hongrois.
De son mariage avec Adelmo Gasperini, surnommé «  Mino » par ses amis et « compagnon de ma vie » par Brunella, elle a deux enfants: Massimo né en 1946, et Nicoletta née en 1950 et décédée en 1989. Cette dernière, également journaliste, a beaucoup collaboré à plusieurs revues hebdomadaires et magazines de musique.

## Publications
Liste non exhaustive
- L'estate dei bisbigli, Roman, Rizzoli, Milan, 1956.
- Fanali gialli, Roman, Rizzoli, Milan 1957.
- Le ragazze della villa Accanto, Roman, Rizzoli, Milan 1958.
  - (de)Zwei Häuser in San Mamete, Roman, Engelhorn, Stuttgart1963.
- Io e loro: cronache di un marito, cronache familiari, Rizzoli, Milan 1959.
  - (de)Ich und sie: Chronik eines Ehemanns. Engelhorn, Stuttgart 1961.
- Ero io quella, Roman, Rizzoli, Milan 1960.
  - (de) Nicoletta oder die Klugheit des Herzens, Roman. Engelhorn, Stuttgart 1964.
- Lui e noi: cronache di una moglie, cronache familiari, Rizzoli, Milan, 1961.
  - (de) Er und wir, Roman, Engelhorn, Stuttgart 1962.
- Rosso di sera, Roman, Rizzoli, Milan 1964.
- Noi e loro: cronache di una figlia, cronache familiari, Rizzoli, Milan 1965.
  - (de)Die Zeiten ändern sich, Prinzessin, Roman, Engelhorn, Stuttgart 1968.
- I fantasmi nel cassetto, Roman autobiographique, Edizioni di Novissima, 1970.
  - (de)Gäste in meiner Gondel. Deutsche Verlagsanstalt, Stuttgart 1974,  (ISBN 3-421-01674-7).
- Siamo in famiglia, cronache familiari. Rizzoli, Milan 1974.
- Grazie lo stesso, Roman, Rizzoli, Milan, 1976.
- Una donna e altri animali, Roman, Rizzoli, Milan, 1978.